# Noche sin fortuna
Noche sin fortuna es una película documental colombo-argentina de 2011 dirigida y escrita por Álvaro Cifuentes y Francisco Forbes. El documental lleva el nombre de la obra Noche sin fortuna del fallecido escritor colombiano Andrés Caicedo y relata las aventuras del viaje a la ciudad de Cali de dos argentinos y de un colombiano buscando referencias de la vida y obra del recordado escritor. Cuenta con imágenes y entrevistas de los directores de cine colombianos Luis Ospina y Carlos Mayolo, entre otras personas que tuvieron alguna relación con Caicedo.

## Sinopsis
Andrés Caicedo, el reconocido escritor caleño, decidió quitarse la vida el 4 de marzo de 1977, con apenas 25 años de edad. Ese mismo día había recibido una copia de su primera novela publicada. El documental Noche sin fortuna es una investigación de la vida y obra de este autor. A través de varios medios (entrevistas, animación, metraje encontrado, voz en off), el documental presenta una visión íntima y particular de Caicedo, uno de los símbolos de la literatura del Valle del Cauca.